# 18 февраля
18 февраля — 49-й день года  по григорианскому календарю.
До конца года остаётся 316 дней (317 дней в високосные годы).
До 15 октября 1582 года — 18 февраля по юлианскому календарю, с 15 октября 1582 года — 18 февраля по григорианскому календарю.
В XX и XXI веках соответствует 5 февраля по юлианскому календарю.

## Праздники и памятные дни

### Религиозные

#### Католицизм
- Память святого Колмана, епископа Линдисфарна[англ.];
- память архиепископа Флавиана Константинопольского;
- память Симеона, епископа Иерусалимского.

#### Православие[2]
- Празднование в честь Елецкой-Черниговской (1060), Сицилийской, или Дивногорской (1092), и именуемой «Взыскание погибших» (XVII) икон Божией Матери;
- память святителя Феодосия, архиепископа Черниговского (1696);
- память мученицы Агафии Панормской (Палермской), Сицилийской (251);
- память мученицы Феодулии и мучеников Елладия, Макария и Евагрия Аназарвских (ок. 304)[3];
- память преподобномученицы Александры Каспаровой, мученика Михаила Амелюшкина (1942).

### Именины
- Католические: Колман, Симеон, Флавиан.
- Православные: Агафья, Александра, Антоний, Василиса, Воиф, Евагрий, Елладий, Макарий, Михаил, Полиевкт, Феодосий, Феодулия.

## События

### До XX века
- 1268 — Раковорская битва, в которой войска Ливонского ордена потерпели поражение.
- 1386 — великий князь литовский Ягайло вступил в брак с польской королевной Ядвигой.
- 1814 — сражение при Монтро, в котором Наполеон разгромил войско кронпринца Вюртембергского.
- 1861 — инаугурация Джефферсона Дэвиса в качестве президента Конфедеративных Штатов Америки.
- 1873 — в Софии османами казнён болгарский революционер Васил Левский.
- 1900 — Вторая англо-бурская война: началась битва при Пардеберге.

### XX век
- 1906 — в Брюсселе создан Олимпийский комитет Бельгии.
- 1911 — состоялся первый в истории почтовый авиарейс. Пилот Анри Пеке доставил 6,5 тысяч писем и 250 открыток из Аллахабада (Индия) в Нейни[англ.], на расстояние 13 км[4].
- 1913 — Фредерик Содди предлагает термин «изотоп»[источник не указан 925 дней][значимость факта?].
- 1918 — в Москве открыт Брянский (ныне Киевский) железнодорожный вокзал.
- 1921 — восстание в Армении свергло Советскую власть и установило временное правительство.
- 1930 — американский астроном Клайд Томбо открыл крупнейшую известную карликовую планету Солнечной системы — Плутон.
- 1943
  - Вторая мировая война: Йозеф Геббельс в Берлинском дворце спорта произнёс речь о тотальной войне.
  - Вторая мировая война: арест в Мюнхене членов группы Сопротивления «Белая роза»
- 1947 — Индокитайская война: французы установили полный контроль над Ханоем.
- 1948 — установлены дипломатические отношения между СССР и Бирманским Союзом (ныне Мьянма).
- 1957
  - Уолтер Болтон стал последним человеком, казнённым в Новой Зеландии.
  - Британцы в Найроби казнили кенийского повстанца Дедана Кимати.
- 1960 — открылись VIII зимние Олимпийские игры в Скво-Вэлли.
- 1965 — Гамбия получила независимость от Великобритании.
- 1967 — установлены дипломатические отношения между СССР и Верхней Вольтой (ныне Буркина-Фасо).
- 1978 — были проведены первые соревнования по триатлону в формате Ironman.
- 1979 — в пустыне Сахара выпал снег[источник не указан 925 дней][значимость факта?].
- 1981 — установлены дипломатические отношения между СССР и Зимбабве.
- 1986 — Борис Ельцин избран кандидатом в члены Политбюро ЦК КПСС.
- 1991 — боевики Временной ИРА ранним утром взорвали бомбы на лондонских вокзалах Виктория и Паддингтон.

### XXI век
- 2001 — арестован агент ФБР Роберт Ханссен, приговорённый затем к пожизненному заключению за работу на советскую и российскую разведку.
- 2003 — пожар в метрополитене Тэгу (Республика Корея), погибло 192 человека.
- 2004 — взрыв железнодорожного состава с опасными грузами под Нишапуром (Иран). Погибли около 300 человек, около 500 ранены.
- 2010 — WikiLeaks опубликовала первый из сотен тысяч секретных документов[5].
- 2014 — резкое обострение ситуации на майдане Незалежности в Киеве, приведшее к гибели около 80 человек в течение трёх дней.
- 2015 — окончание боёв за Дебальцево, установление ДНР контроля над городом.
- 2018 — катастрофа ATR 72-200 под Семиромом, 66 погибших.

## Родились

### До XVIII века
- 1201 — Насир ад-Дин Туси (ум. 1274), персидский математик, механик и астроном.
- 1404 — Леон Баттиста Альберти (ум. 1472), итальянский учёный, гуманист, писатель, деятель культуры итальянского Возрождения.
- 1516 — Мария I Тюдор (ум. 1558), английская королева (с 1553).
- 1626 — Франческо Реди (ум. 1697), итальянский врач и натуралист, опровергший теорию о самозарождении жизни.
- 1655 — Пьетро Гварнери (ум. 1720), итальянский мастер по изготовлению смычковых музыкальных инструментов.

### XVIII век
- 1703 — Коррадо Джаквинто (ум. 1766), итальянский художник эпохи рококо.
- 1718 — Сёрен Абильдгаард (ум. 1791), датский натуралист, писатель и художник.
- 1745 — Алессандро Вольта (ум. 1827), итальянский физик, химик и физиолог, один из основоположников учения об электричестве.
- 1774 — Пётр Убри (ум. 1848), русский посол, дипломат.
- 1780 — Алексей Венецианов (ум. 1847), русский живописец, академик.

### XIX век
- 1825 — Мор Йокаи (ум. 1904), венгерский писатель-романист.
- 1836 — Рамакришна (при рожд. Гададхар Чаттопадхьяй; ум. 1886), индийский религиозный лидер, проповедник.
- 1838 — Эрнст Мах (ум. 1916), австрийский физик, механик и философ.
- 1855 — Жан Жюль Жюссеран (ум. 1932), французский дипломат и литературовед.
- 1857
  - Макс Клингер (ум. 1920), немецкий художник-график и скульптор, представитель символизма.
  - Дмитрий Щербачёв (ум. 1932), русский генерал, участник Первой мировой войны и Белого движения.
- 1864 — Алексей Денисов-Уральский (ум. 1926), русский живописец, камнерез, общественный деятель.
- 1877 — Дереник Демирчян (ум. 1956), армянский советский писатель, поэт и переводчик, академик Армянской АН.
- 1878 — Мария Ульянова (ум. 1937), российская революционерка, советский государственный и партийный деятель, младшая сестра В. И. Ленина.
- 1889 — Герхард Маркс (ум. 1981), немецкий скульптор и график.
- 1890 — Адольф Менжу (ум. 1963), американский актёр театра и кино, номинант на премию «Оскар».
- 1891 — Оресте Пулити (ум. 1958), итальянский фехтовальщик, 4-кратный олимпийский чемпион.
- 1895 — Семён Тимошенко (ум. 1970), Маршал Советского Союза, дважды Герой Советского Союза.
- 1898 — Энцо Феррари (ум. 1988), итальянский конструктор и автопроизводитель, основатель компании Ferrari.

### XX век
- 1903 — Алексей Леонтьев (ум. 1979), советский психолог, философ, педагог, основатель теории деятельности.
- 1904 — Иосип Хорват Меджимурец (убит 1945), хорватский художник.
- 1906 — Николай Подгорный (ум. 1983), советский государственный деятель, председатель Президиума Верховного Совета СССР (1965—1977).
- 1908 — Александр Зархи (ум. 1997), кинорежиссёр, сценарист, литератор, народный артист СССР.
- 1913 — Арам Сатунц (ум. 1990), советский композитор и дирижёр, народный артист Армянской ССР.
- 1921 — Оскар Фельцман (ум. 2013), композитор, пианист, народный артист РСФСР.
- 1922 — Михаил Савицкий (ум. 2010), белорусский живописец, педагог, Герой Беларуси, народный художник СССР.
- 1932 — Милош Форман (наст. имя Ян Томаш Форман,; ум. 2018), чехословацкий и американский кинорежиссёр и сценарист.
- 1933 — Йоко Оно, японская и американская художница, певица, музыкант, вдова Джона Леннона.
- 1934 — Пако Рабан (урожд. Франсиско Рабанеда-и-Куэрва; ум 2023), французский модельер.
- 1935 — Геннадий Гладков (ум. 2023), советский и российский композитор, кинокомпозитор, народный артист РФ.
- 1938
  - Светлана Данильченко (ум. 2008), советская актриса.
  - Иштван Сабо, венгерский кинорежиссёр, сценарист и писатель, один из учредителей Европейской киноакадемии.
- 1940 — Гурам Пирцхалава (ум. 2014), советский и грузинский актёр театра и кино.
- 1941 — Галина Ненашева, советская и российская эстрадная певица.
- 1943 — Валерий Зорькин, председатель Конституционного суда Российской Федерации.
- 1949 —  Владимир Ешинов (ум. 2024), советский спортсмен по академической гребле, олимпийский чемпион (1976), двукратный чемпион мира (1974 и 1975), заслуженный мастер спорта (1975).
- 1950
  - Джон Хьюз (ум. 2009), американский кинорежиссёр, сценарист и продюсер.
  - Сибилл Шеперд, американская актриса кино и телевидения, певица, бывшая модель, лауреат трёх «Золотых глобусов».
- 1952 — Александр Барыкин (ум. 2011), советский и российский рок-музыкант, певец, композитор и гитарист.
- 1953 — Аркадий Укупник, советский и российский композитор, музыкант, поп-певец и актёр, продюсер.
- 1954
  - Владимир Дорохов (ум. 2024), советский волейболист, нападающий, игрок сборной СССР (1975—1982). Олимпийский чемпион (1980), двукратный чемпион мира (1978 и 1982), двукратный обладатель Кубка мира (1977 и 1981); Заслуженный мастер спорта СССР (1978).
  - Джон Траволта, американский актёр, танцор и певец, обладатель премий «Золотой глобус» и «Эмми».
- 1957 — Ванна Уайт, американская актриса и телеведущая.
- 1964 — Мэтт Диллон, американский актёр кино и телевидения, кинорежиссёр.
- 1965
  - Адама Бэрроу, гамбийский политик, президент Гамбии с 2017 года.
  - Доктор Дре (наст. имя Андре Ромелл Янг), американский рэпер и продюсер, лауреат семи премий «Грэмми».
- 1966 — Дмитрий Конышев, советский и российский велогонщик.
- 1967 — Роберто Баджо, итальянский футболист, обладатель «Золотого мяча».
- 1968 — Молли Рингуолд, американская актриса, певица и писательница.
- 1969 — Александр Могильный, советский и российский хоккеист, олимпийский чемпион (1988), чемпион мира (1989), обладатель Кубка Стэнли (2000).
- 1970 — Алла Клюка, советская, белорусская, российская и американская актриса театра, кино и телевидения.
- 1974 — Евгений Кафельников, российский теннисист, олимпийский чемпион (2000), первая ракетка мира (1999).
- 1975
  - Игорь Додон, молдавский политический деятель, президент Молдовы (2016—2020).
  - Гари Невилл, английский футболист, бронзовый призёр чемпионата Европы (1996), тренер.
- 1981 — Андрей Кириленко, российский баскетболист, чемпион Европы (2007).
- 1988 — Андреас Ванк, немецкий прыгун с трамплина, олимпийский чемпион (2014).
- 1989 — Алексей Ионов, российский футболист.
- 1991 — Малис Джау, американская актриса, певица и композитор.
- 1993 — Даниэль Юль, швейцарский горнолыжник, олимпийский чемпион и чемпион мира.
- 1994 — Чон Хосок, южнокорейский певец, рэпер, автор песен, танцор и музыкальный продюсер. Является главным танцором бой-бэнда BTS.

### XXI век
- 2002 — Марк Эйдельштейн, российский актёр.
- 2003 — Давид Шпачек, чешский хоккеист, защитник, чемпион мира (2024).

## Скончались

### До XIX века
- 1294 — Хубилай (р. 1215), монгольский хан, внук Чингисхана, первый император Китая из династии Юань (1271—1294).
- 1405 — Тамерлан (или Тимур; р. 1336), среднеазиатский полководец, основатель империи Туран.
- 1455 — Фра Беато Анджелико (р. 1400), итальянский художник.
- 1535 — Генрих Корнелий Агриппа Неттесгеймский (р. 1486), немецкий врач и философ, мистик, крупнейший теоретик оккультизма.
- 1546 — Мартин Лютер (р. 1483), вождь Реформации в Германии, основатель лютеранства.
- 1564 — Микеланджело Буонарроти (р. 1475), итальянский скульптор, художник и поэт.
- 1683 — Николас Питерс Берхем Старший (р. 1620), голландский живописец, график, гравёр.
- 1712 — Людовик, герцог Бургундский (р. 1682), старший внук Людовика XIV, наследник французского трона.
- 1780 — Кристионас Донелайтис (р. 1714), литовский поэт, зачинатель литовской литературы.

### XIX век
- 1851 — Карл Густав Якоб Якоби (р. 1804), немецкий математик и механик.
- 1860 — Яков Ростовцев (р. 1803), генерал-адъютант, генерал от инфантерии, основной разработчик крестьянской реформы в России, драматург.
- 1862 — Пьер Фидель Бретонно (р. 1778), французский врач-эпидемиолог.
- 1869 — Василий Плаксин (р. 1795), русский писатель, историк литературы, литературный критик и педагог, статский советник.
- 1876 — Адольф Теодор Броньяр (р. 1801), французский ботаник, один из основоположников палеоботаники.
- 1877 — Василий Гинденбург (р. 1799), российский медик.
- 1880 — Николай Зинин (р. 1812), русский химик-органик, академик.
- 1891 — Пётр Алексеев (р. 1840), русский химик-органик.

### XX век
- 1902 — Чарльз Льюис Тиффани (р. 1812), американский торговец ювелирными изделиями, основатель компании Tiffany & Co.
- 1903 — Кикугоро Оноэ 5-й[англ.] (р. 1844), японский актёр, один из крупнейших мастеров театра кабуки.
- 1904 — Бронислав Шварце (р. 1834), польский революционер, один из руководителей январского восстания (1863).
- 1906 — Джон Баттерсон Стетсон (р. 1830), американский предприниматель, производитель шляп.
- 1919 — расстрелян Павел Булацель (р. 1867), русский юрист, адвокат, журналист, общественный деятель.
- 1931 — Николай Кареев (р. 1850), русский и советский историк, философ, социолог и педагог. Член-корреспондент Санкт-Петербургской академии наук (1910), почётный член Академии наук СССР (1929).
- 1937 — застрелился Григорий Орджоникидзе (р. 1886), российский революционер, один из руководителей советского государства.
- 1945
  - Дмитрий Карбышев (р. 1880), советский генерал-лейтенант, замучен в концлагере Маутхаузен.
  - погиб Иван Черняховский (р. 1906), советский военачальник, генерал армии, дважды Герой Советского Союза (1943, 1944).
- 1957 — Генри Норрис Расселл (р. 1877), американский астрофизик, автор одной из первых теорий эволюции звёзд.
- 1959 — Андрей Лобанов (р. 1900), театральный режиссёр и педагог, народный артист РСФСР.
- 1965 — Евгений Чарушин (р. 1901), советский график, скульптор, писатель.
- 1967 — Роберт Оппенгеймер (р. 1904), американский физик, создатель атомной бомбы.
- 1981 — Джон Кнудсен Нортроп (р. 1895), американский авиационной инженер и промышленник.
- 1982 — Найо Марш (р. 1895), новозеландская писательница, автор детективов, театральный деятель.
- 1992 — Роман Филиппов (р. 1936), актёр театра и кино, народный артист РСФСР.
- 1999 — Николай Латышев (р. 1913), советский футбольный судья, арбитр финала чемпионата мира 1962 года.

### XXI век
- 2001 — Бальтюс (р. 1908), французский художник, младший брат Пьера Клоссовски.
- 2004 — Жан Руш (р. 1917), французский кинорежиссёр.
- 2008 — Ален Роб-Грийе (р. 1922), французский писатель.
- 2021 — Андрей Мягков (р. 1938), советский и российский актёр театра и кино и озвучивания, театральный режиссёр, писатель и народный артист РСФСР.
- 2022
  - Геннадий Юхтин (р. 1932), советский и российский актёр, народный артист России.
  - Борис Невзоров (р. 1950), советский и российский актёр, кинорежиссёр, педагог, народный артист России.

## Народный календарь, приметы и фольклор Руси
Агафья Коровница или Агафья Скотница
- Агафия оберегает скотину от болезней, заступница от пожара, освящённый в её день хлеб бросают в горящий дом или поле, чтоб огонь от них отвести.
- В старину на Руси этот хлеб коровам на рога — мор отвести.
- Было поверье, что в этот день по селу коровья смерть бродит и, чтоб её избежать, деревню опахивали (впрягали в соху вдову-повещалку и с зажжёными лучинами, с кочергами, серпами и помелами троекратно опахивали всё селение, ибо верили, что борозда эта отделит деревню от нечисти; если на пути попадалось какое-либо животное, его убивали без сожаления, ибо думали, что в нём скрывается коровья смерть)[6].
- Коли в этот день мороз, то весна будет «дружная», а лето сухое и жаркое[7].